# 越南電視台 (越南共和國)
越南電視台（越南语：／，簡稱THVN），又名西貢電視台或第九台（Đài số 9），是越南共和國（南越）一家國營無線電視台，也是越南首家電視台，由心理戰總局（一說民運部）下轄的廣播、電視及電影總局（Tổng cục Truyền thanh, Truyền hình và Điện ảnh）營運。越南電視台採用美國聯邦通信委員會制定的廣播規格，於第9頻道播放黑白電視節目。
越南電視台在1965年成立，成立目的是抵抗越南勞動黨的宣傳，建立國家認同。1966年，該台與駐越美軍的電視台同步啟播，起初只使用飛機製作和播放電視節目，直至同年10月電視台錄影廠、發射站啟用為止。電視台的播放時數也從最初的1小時逐漸延長到6小時。至1970年代初，觀看電視已成為當地人的主要娛樂活動。1973年《巴黎和平協定》簽訂後，美軍撤出越南，把廣播器材移交給越南電視台。越南電視台則在1975年4月30日北越人民軍攻下西貢後被取締，之後越南政府在該台的基礎上建立胡志明市電視台。

## 歷史

### 創立

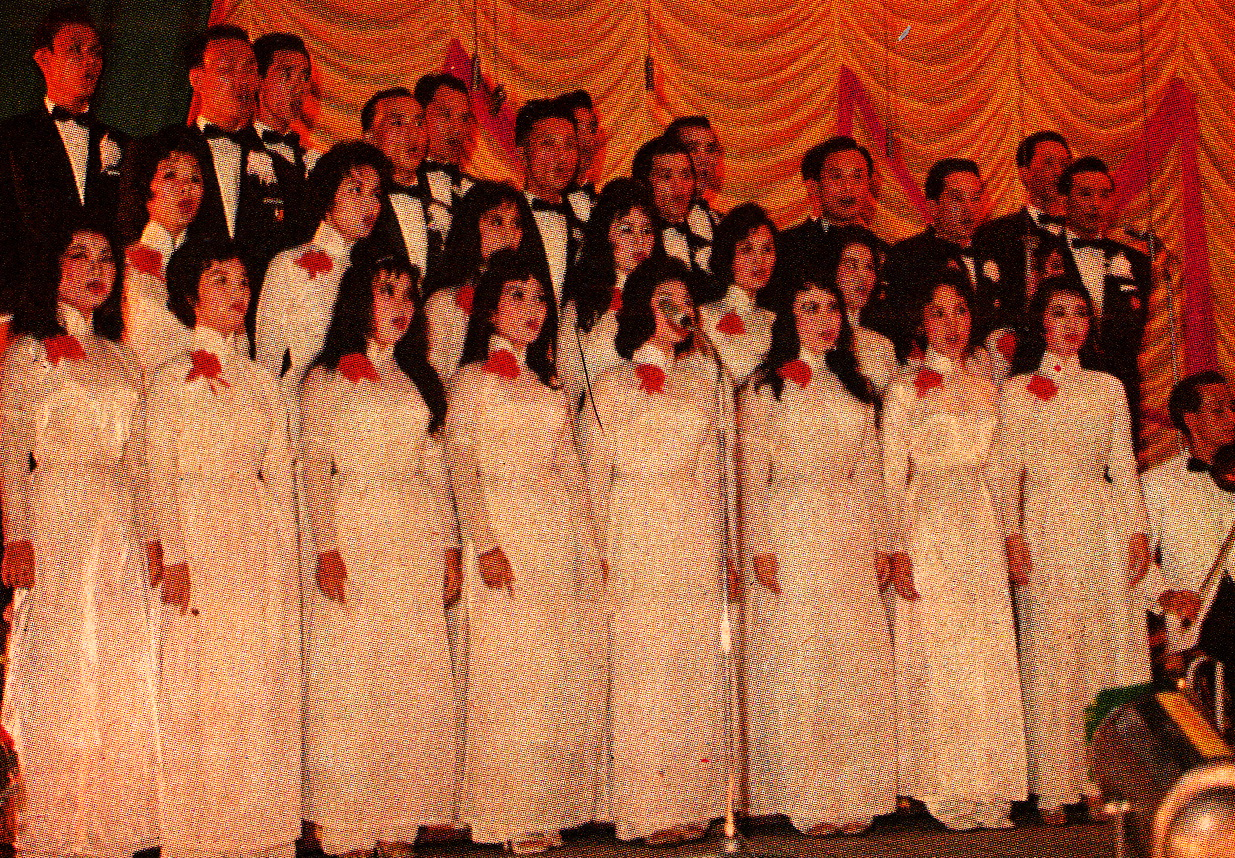
樂師黃詩書的合唱樂隊在他的電視節目中演唱

南越成立電視台的目的是建立國家認同，反制越南南方民族解放陣線對南越人民進行的宣傳。越南電視台在1965年成立，至1966年2月7日19時30分啟播，當天播放的節目包括：越南共和國總理阮高祺和美國駐越南大使小亨利·卡伯特·洛奇的致辭、新聞報道、勞動節巡遊的片段、喜劇小品，以及越南準飛行員受訓的片段。起初，駐越美軍運用同溫層電視技術，使用兩部經過改裝的電視轉播機在西貢上空10,000—20,000英尺（3.0—6.1）盤旋飛行，供越南電視台製作節目、發送訊號。發送電視訊號的飛機同時是電視台的錄影廠。由此，電視台的訊號能夠覆蓋南份（今南部）全境和中份南部（今南中部），甚至潘切至芹苴一帶。起初該台播映時數僅有1小時，後來才額外增播1小時的節目，播映時間為19時到21時。1966年10月25日，該台位於西貢的地面發射站啟用，之後電視轉播機轉到湄公河三角洲地區執勤（當地人要到10月26日才有電視收看）。
與越南電視台同時啟播的是以英語廣播的美軍電視台，初時名為美軍廣播電視（Armed Forces Radio Television Service，AFRTS），至1967年改稱越南美軍廣播網（Armed Forces Vietnam Network，AFVN）。越南電視台在第9頻道播放，而美軍廣播電視則在第11頻道播放。在1969年，南越民眾可從越南美軍廣播網的電視頻道收看太空人尼爾·岩士唐登上月球的情況。
及後，電視台曾與國家電影中心（Trung tâm Điện ảnh Quốc gia）共用位於詩索路9號的錄影廠，直至1967年3月，電視部和電影部才被分拆開來。越南電視台位於西貢紅十字路（今阮氏明開路）9號的錄影廠（現為胡志明市電視台總部）在1966年10月落成。越南電視台首任台長為杜越中校（Đỗ Việt），而副台長則為黎煌華（Lê Hoàng Hoa）。

### 發展
1970年，越南電視台每天晚上會播映長達6小時的節目，而南越能夠接收電視訊號、收看電視的觀眾佔該國總人口的80%；平均每5個人就有一台電視機，而南越國內則總共設有350,000台電視機。當年越南電視台的預算開支為130萬美金。根據1972年美國一份座談會報告所述，南越人習慣在一處會合，共同收看電視節目。
巴黎和平協定簽訂後，越南美軍廣播網在1972年至1973年期間逐步撤出越南，並於1973年3月22日停播。廣播網的設施和設備大多由越南電視台接收，而美軍在撤離之前也協助南越的技術人員改善南越的廣播網絡。

### 最後時期
越南電視台轉播了1975年初與南越滅亡相關的歷史事件。當年南越軍在邦美蜀戰役失利，軍民從中份高原沿著國道7號慌忙逃生到綏和，但遭到北越越南人民軍攻擊，撤退過程中造成大量傷亡。越南電視台把軍民撤退的過程拍攝下來，並以「血淚之路」（英語：Convoy of Tears）為題播放攝影片段，引發全國恐慌。隨後電視台又直播南越總統阮文紹發表辭職演說的過程。
越南電視台在1975年4月29日晚上播放最後一個節目。翌日清早，越南電視台的攝錄隊進入總統府獨立宮（後改稱為統一宮），守候楊文明總統，然而早上7時楊文明現身後，卻囑咐電視台職工離開現場。數小時後，北越軍碾過獨立宮大門，越南共和國滅亡。

### 越共接管

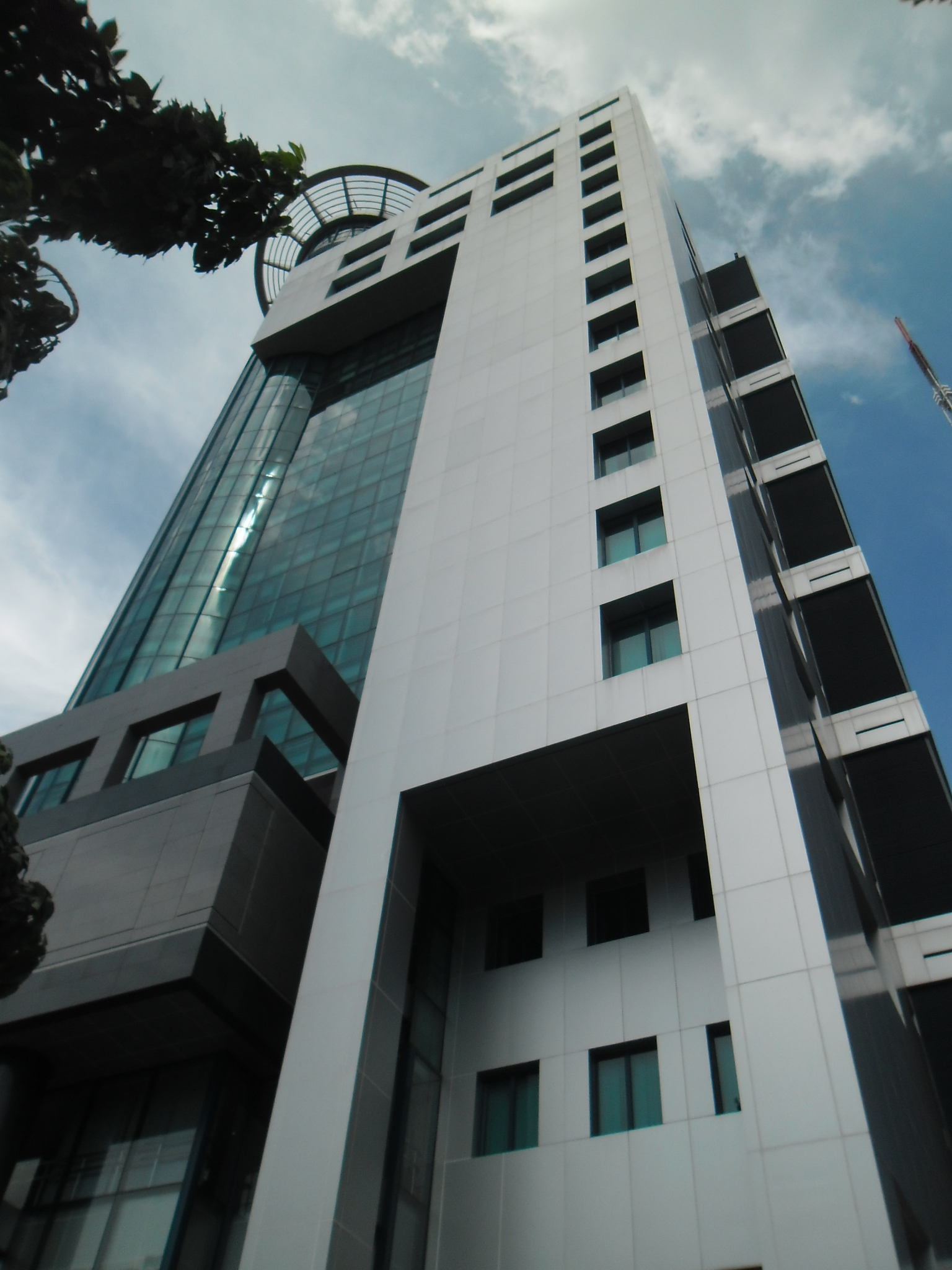
位於越南電視台總部原址的胡志明市電視台總部

1975年西貢易幟以後，由越南勞動黨南方局中央宣訓部組織的一個團在4月30日15時45分佔領越南電視台總部。據到澳洲定居的前越南電視台播音員所言，越南電視台只有兩名士官遵照越共要求，參加學習，其中一人是廣播、電視及電影總局局長黎永和（Lê Vĩnh Hòa）；而據前西貢解放電視台（Đài Truyền hình Sài Gòn Giải phóng，簡稱SGTV）播音員所言，越共佔領電視台後，呼籲前越南電視台員工返回電視台上班，而響應呼籲者眾，黎永和是其中一人。新成立的西貢解放電視台於5月1日19時（UTC+7）開始廣播，當時播音員宣布舊有西貢電視台已遭取締，並宣讀西貢－嘉定軍管委員會的政令，又播放越共碾過獨立宮大門、楊文明宣布投降的片段。及至1976年7月2日，西貢解放電視台又改名為胡志明市電視台（簡稱HTV）。

## 節目
越南電視台每晚的開播呼號是： 
|  | 這裡是越南電視台，在第9頻道播放，歡迎各位收看。  |

越南電視台播映的節目種類繁多。在1960年代末，電視台每天播映的娛樂節目時長佔總播映時數的60%。及至1970年代初，電視台的播映時段當中，有3小時會用來播放娛樂節目，另外3小時則會用來播放教育電視節目、紀錄片和新聞報導。
新聞節目方面，越南電視台曾於1967年製作關於南越總統大選和參議院選舉的電視片集，是該台報導新聞的一大突破。雪梅（Tuyết Mai）、梅蓮（Mai Liên）和阮廷慶（Nguyễn Đình Khánh）等人均曾出任電視台的播報員。
電視台播映的時代曲節目包括《弦音琴韻》（Tiếng tơ đồng）和《老鄉》（Hương xưa）；電視台既會播放由青蘭、陳善青等著名歌手演唱的歌曲，又會播放由周麒、黎營、黃詩書等樂師創作的樂曲。而戲劇節目方面，越南電視台曾播放「生活—萃紅」劇團（ban kịch "Sống -Túy Hồng"）上演的話劇劇目、改良劇劇目（週三播放）和㗰劇劇目。電視台亦曾播映多套長篇社會諧劇，而其中一部諧劇則是在週四播放，由演員秀貞（Tú Trinh）、清越（Thanh Việt）主演的《文員之家》（Gia đình Thầy Ký）。
體育節目方面，電視台曾經播放足球節目；電視台亦曾轉播1974年世界盃足球賽決賽，當時西德隊和荷蘭隊在這場賽事中對決，令眾多觀眾難忘。
越南電視台播放的兒童教育節目包括樂師黎文科（Lê Văn Khoa）的《兒童世界》（Thế giới Trẻ em）節目、 青年劇團（Ban Tuổi Xanh，由女藝人蕎杏率領）演出的節目，以及由武克寬主持，丁玉謨（Đinh Ngọc Mô）負責製作的《趣學問答》（Đố vui để học）節目。
另外，各團體也可以在電視台播放自己製作的節目，例如佛教節目《禪院鐘聲》（Tiếng chuông chùa）和羅馬天主教教會的「得路」（Đắc Lộ）節目。
越南電視台也會播放與招回計劃相關的軍民動員節目。

## 外部連結
- （英文）South Viet Nam: The Tube Takes Hold （页面存档备份，存于）——TIME
- （英文）SGTV （页面存档备份，存于）（美國越僑經營的電視台）